# GUNDAM TACTICS MOBILITY FLEET0079
『GUNDAM TACTICS MOBILITY FLEET0079』（ガンダムタクティクス モビリティーフリート ダブルオーセブンティーナイン）は、1996年にバンダイから発売されたPIPIN＠.用およびWindows 95用の戦術リアルタイムシミュレーションゲーム（リアルタイムストラテジー）。2001年にはデジキューブグループから、Windows 95/98/Me用ゲームとして、『ガンダムタクティクス MOBILITY FLEET0079』のタイトルで復刻されている。

## 概要
アニメ『機動戦士ガンダム』で繰り広げられた「一年戦争」をベースとして、宇宙を舞台に地球連邦軍かジオン公国軍の艦長となり艦隊を指揮する。ガンダムのウォー・シミュレーションゲームの中でも、いわゆる空母ゲームに近い戦闘システムとなっている。基本的な操作は自艦の移動や砲撃、自艦所属のMSへの戦術指示のみであるが、ステージによっては艦隊を率いる立場となるため、他艦への戦術指示も必要となる。ゲーム中の歴史は変えられないため、目的は勝敗ではなく自分の成績となり、成績次第で次の任務内容が分岐し、両陣営併せて6種類の最終面及びエンディングに到達する。MSデザインは大河原邦男、ナレーションは永井一郎が担当。ゲームソフトとゲーム本体は共にバンダイが開発したものであり、また、バンダイとサンライズのタイアップ企画である『モビルスーツバリエーション』(MSV)や 書籍『機動戦士ガンダム 戦略戦術大図鑑 一年戦争全記録』のキャラクターが初めてゲームに登場した作品でもあった。
本作は作品自体の知名度の低さやゲーム内容の難易度の高さもあり、ヒット作とはならなかったが、シミュレーションゲームとしての評判は高かった。

## 配属とルート
ルートは大きく分けて両陣営各3ルートあり、配属先を選ぶことにより選択が可能である。
それぞれのルートの主な任務は下記の通り。

### 地球連邦軍
- サイド7配属（木星航路守備）ルート
  - ルナツー防衛(0079/9/1-10/30)―サイド7防衛(11/1)―第1次グラナダ会戦(11/7)―第2次グラナダ会戦(11/14)―サイド5前進基地破壊[5](12/5)―木星航路守備(12/10,12/29)
- サイド7配属（ソロモン合流）ルート
  - ルナツー防衛（同上）―サイド7防衛(11/1-11/2)―オデッサ脱出部隊追撃(11/11)―ソロモン攻略戦(12/21)―ア・バオア・クー戦（Nフィールド12/30 or Sフィールド12/31）
- ルナツー配属（ソロモン攻略）ルート
  - ルナツー防衛（同上）―ソロモン偵察(11/15,11/20)―ソーラ・システム防衛(12/21,12/24)―ア・バオア・クー戦（同上）

### ジオン公国軍
- 突撃機動軍[6]（グラナダ）配属（ルビコン計画支援）ルート
  - サイド7強襲(9/25-11/7)／キシリア護衛(10/15)―オデッサ脱出部隊救出(11/9)―北極基地襲撃支援[7]（12/9）―サイド6潜入作戦支援[8]（12/18）―アクシズ（木星航路）へ脱出（12/30）
- 突撃機動軍（グラナダ）配属（ソロモン合流）ルート
  - サイド7強襲（同上）／キシリア護衛（同上）―オデッサ脱出部隊救出（同上）―ソロモン輸送部隊護衛(12/15)―ア・バオア・クー防衛（Nフィールド12/31）
- 宇宙攻撃軍（ソロモン）配属ルート
  - ガデム補給隊護衛(0079/9/12)―ルナツー強襲(10/10,10/12)―サイド4暗礁宙域偵察[9](12/10,12/15)―ソロモン防衛(12/24)―ア・バオア・クー防衛（NフィールドⅡ12/31）

## システム

### 任務の達成度とその影響
- 任務はステージの最初に司令部より通達されるが、それを達成する事ができなくても自艦が破壊されない限りGAME OVERとはならない。（司令部から通達される任務には達成不可能なものもある。）任務の達成度は、以下の行為により評価される。
  - 輸送船の撃沈
  - 敵戦艦の撃沈
  - 敵MSの撃墜
  - 味方輸送船の沈没
  - 味方戦艦の沈没
  - 味方MSの消滅
- 評価後、前回の任務で得たポイントと1年戦争の進行状況によって、下記のMS（主に量産機）が補充される。
- さらに規定のポイントを累積で獲得していると新艦を受領する事ができる。
- パイロットの増員は、ポイントに無関係に配備され、リロードもしくはGAME OVERを実行すると入れ替わる。

### パイロットの成長と能力
- パイロットは以下の行為により経験値を獲得し、その結果、階級と能力が上昇する。
  - MSへの攻撃が命中
  - MSからの攻撃を回避
  - MS撃墜
  - ステージクリア
- パイロットの階級は、［NOVICE］［OFFICER］［VETERAN］［ACE］［TOPACE］の5種類がある。
- パイロットの能力は以下の5種類が存在する。
  - 操縦能力 ： MS搭乗時の移動速度、攻撃速度となる。ただしMSの限界値は超えられない。
  - 射撃能力 ： 対MS戦時の攻撃命中率となる。
  - 回避能力 ： 全ての攻撃に対する回避率となる。
  - 作戦能力 ： 継戦能力や回復力が上昇する（未表示）。
  - NTレベル ： 射撃能力や回避能力に＋αされる修正値（数値は上昇しない）。

### ミノフスキー粒子と索敵
- 索敵の方法には、以下の3種類がある。
  - 通常レーダー ： 敵艦船の有無が表示される。ミノフスキー粒子の濃い地域は探索されていない。
  - 熱線レーダー ： 熱源の有無が表示される。敵艦船以外の熱源も表示されてしまう。
  - 目視 ： 味方の艦船もしくは偵察機（MS）よる視認。

攻撃射程内であっても、目視無しに敵を攻撃する事はできない。

敵の初期戦力及び、ステージ途中での増援は、ミノフスキー粒子の濃い地域に出現する場合が多い。

## 登場メカ

### 艦船
ガンダムシリーズの登場艦船およびその他の兵器一覧を参照。
地球連邦軍
- コロンブス
- サラミス
- マゼラン
- ホワイトベース

ジオン公国軍
- パゾク
- ムサイ
- ムサイ後期型
- ザンジバル
- チベ

### 機動兵器
地球連邦軍
- RB-79 ボール
  - 遠距離型ユニット。援護射撃用と割り切るなら後半でも利用価値は高い。
- RRf-06 ザニー
  - 本作が初出の機種。接近攻撃力に秀でるが防御力は低く、接近戦には不向き。
- RX-77 ガンキャノン
  - 移動速度は低いが、実弾系の遠隔攻撃力の高さと打たれ強さを持つ。
- FXA-08GB コア・ブースター
  - 耐久力は低いが、非常に高い移動速度と索敵力を有するエースパイロット向けのユニット。索敵任務や追撃戦に向いている。実はジムより攻撃能力が高い。
- RGM-79 ジム
  - 連邦軍の主力量産型機。バランスの取れた高い性能を持つ。
- RGM-79GS ジム・コマンド（宇宙戦仕様）
  - 機動力、遠距離攻撃の面を強化したジム。攻撃速度はトップを誇り、エースパイロット向けのユニット。
- RX-78Opt. ガンダムGダッシュ
  - 本作が初出の機種。連邦軍最強のユニット。全ユニット最大の遠距離攻撃射程と推進剤を誇る。

ジオン公国軍
- MS-06F ザク
  - ジオン軍の象徴的な機体だが、遠隔攻撃力の低さが弱点。接近攻撃力の高さを活かした運用が求められる。
- MS-06R 高機動型ザク
  - スピード面を強化したザク。弱点であった遠隔攻撃力も強化され非常に使いやすいが、防御力が落ちている。
- MS-09R リック・ドム
  - 移動速度で劣るものの、全体的に高機動型ザクを上回る性能を有する。実弾系のバズーカを装備しているため、対艦攻撃向きのユニット。
- MS-09R2 リック・ドムII
  - 耐久力と推進剤が大きく増加したリック・ドム。射撃能力や回避能力に優れたパイロットを乗せると効果的。
- MS-14 ゲルググ
  - ゲーム屈指の高性能ユニットだが、配備時期の遅さが難点。また、ビーム兵器装備のため対艦攻撃には不向き。
- MS-14JG ゲルググJ
  - 遠距離攻撃型のゲルググ。ゲルググに比べ、接近戦攻撃力で劣る。
- MA-05M ビグロマイヤー
  - 本作が初出の機種。ゲーム中の最強のユニットであり、圧倒的な火力、耐久力、移動力、推進剤を有する。その為、単機での強襲や遊撃など、本隊と独立した行動が可能である。

## 登場人物
地球連邦軍
MOBILITY FLEET0079オリジナルの登場人物
ドラマ『刑事コロンボ』より
- アーサー・ケニカット（指輪の爪あと）
- アルビン・タシュラー（逆転の構図）
- エドモンド・ハイマン（溶ける糸）
- エリック・ワグナー（アリバイのダイヤル）
- クリフォード・パリス（二つの顔）
- ケン・フランクリン（構想の死角）
- ジェームス・フェリエス（構想の死角）
- デイル・キングストン（二枚のドガの絵）
- デビット・バックナー（死の方程式）
- トニー・グッドマン（悪の温室）
- トミー・ブラウン（白鳥の歌）
- ニコラス・フレイム（ロンドンの傘）
- ハロルド・ウィック（ビデオテープの証言）
- ブライス・チャド（もう一つの鍵）
- ランディ・マシューズ（二枚のドガの絵）
- レイ・フレミング（殺人処方箋）

TVドラマ･映画俳優より
- ロイド・ブリッジス

映画『キンダガートン・コップ』より
- アイバン・グレーザー
- ドミニク・カズンズ

その他
- ゴードン・キンブル
- ジョセフ・ページ
- テネス・コレブ
- ネルソン・グロスバード
- ハビー・ジャクソン
- ヘイデン・ヘリンズ
- マーレー･ハリス
- マイケル・チェン
- メリル・スコット
- モチズキ・セイザブロー
- ユベット・クレマン

機動戦士ガンダム 戦略戦術大図鑑の登場人物
- 第6艦隊司令官ダグラス・ベーダー（作戦前後のセリフのみ）
- シャルル・キッシンガム
- デリス・ハノーバー
- ハインツ・ベア
- フランクリン・ノボトニー（NPCとしても登場）
- リド・ウォルフ
- ロン・コウ

機動戦士ガンダム 第08MS小隊の登場人物
- エレドア・マシス（配属無し）
- カレン・ジョシュワ（配属無し）
- シロー・アマダ（配属無し）
- テリー・サンダース（配属無し）
- ミケル・ニノリッチ（配属無し）

機動戦士ガンダム0083 STARDUST MEMORYの登場人物
- アルファ・ベイト（配属無し）
- サウス・バニング（配属無し）
- チャップ・アデル（配属無し）
- ディック・アレン
- ベルナルド・モンシア（配属無し）

機動戦士Ζガンダムの登場人物
- ブラン・ブルターク
- ベン・ウッダー
- ヤザン・ゲーブル
- ライラ・ミラ・ライラ

機動戦士ガンダムの登場人物
- 宇宙軍司令ワッケイン（作戦後のセリフのみ）

ジオン公国軍
MOBILITY FLEET0079オリジナルの登場人物
ドラマ『刑事コロンボ』より
- ニール・カイル（愛情の計算）
- バート・ケプル（意識の下の映像）
- ハリー・ストーン（野望の果て）
- マイロ・ジェナス（自縛の紐）
- マーク・ヘルプリン（権力の墓穴）（NPCとしても登場）

映画監督より
- ジャン・ジャックアノー
- ジョージ・キューカー
- ボルガー・ニューハウザー

TVドラマ･映画俳優より
- トニー・ランドール
- ヨシダ・ツグアキ
- リチャード・キール

映画『羊たちの沈黙』より
- ジョディ・スターリング
- スコット・クロフォード
- ハニバル・ホプキンス
- フレデリック・ヒールド（NPCとしても登場）

サッカー選手より
- ジョージ・ウェア（NPCとしても登場）
- ロジェ・ミラー
- ライー・コインブラ

酒・料理より
- スミノフ・ストリチナヤ
- トムヤム・クン

その他
- アラン・チャンバーズ
- エノモト・シゲル
- ジェザ・ベレメニィ
- バクラフ・マコビッチ
- ビンセント・ウォレス
- ミクニ・トシユキ
- キシリア直属艦隊旗艦グリフォン艦長（作戦前のセリフのみ）

モビルスーツバリエーションの登場人物
- エリック・マンスフィールド
- ギャビー・ハザード
- ジョニー・ライデン（配属無し：NPCとして登場）
- シン・マツナガ
- ロバート・ギリアム（NPCとしても登場）

機動戦士ガンダム 戦略戦術大図鑑の登場人物
- グレニス・エスコット（NPCとしても登場）
- ノルディット・バウアー
- ブレニフ・オグス

機動戦士ガンダム 第08MS小隊の登場人物
- アイナ・サハリン（配属無し）

機動戦士ガンダム0083 STARDUST MEMORYの登場人物
- アダムスキー
- アナベル・ガトー（配属無し）
- ウォルフガング・ヴァール
- カリウス（配属無し）
- ゲイリー（配属無し）
- ケリィ・レズナー（配属無し）
- クルト
- コッセル
- シーマ・ガラハウ（配属無し）
- ボブ

機動戦士Ζガンダムの登場人物
- アポリー（配属無し）
- ロベルト

機動戦士ガンダムΖΖの登場人物
- オウギュスト・ギダン
- ラカン・ダカラン
- ロンメル

機動戦士ガンダムの登場人物
- ジオン公国総帥ギレン・ザビ（作戦前の演説のみ）
- 突撃機動軍司令キシリア・ザビ（護衛対象、及び入電のみ）
- 宇宙攻撃軍司令ドズル・ザビ（ステージ終了後のセリフのみ）
- ガデム艦長（離脱時のセリフのみ）

機動戦士ガンダム0080 ポケットの中の戦争の登場人物
- サイクロプス隊隊長ハーディ・シュタイナー（作戦前後のセリフのみ）